# Peugeot 4007

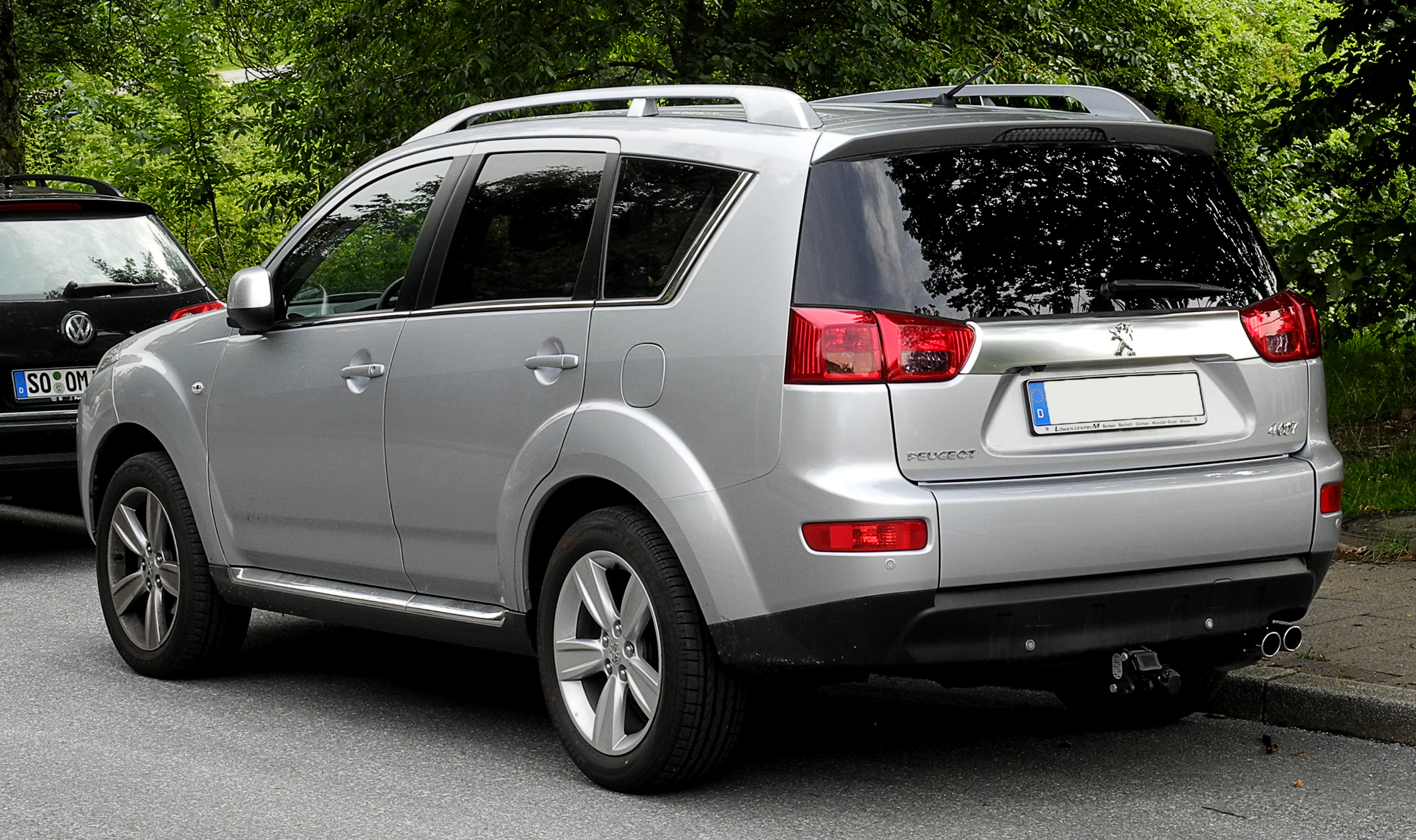
Peugeot 4007

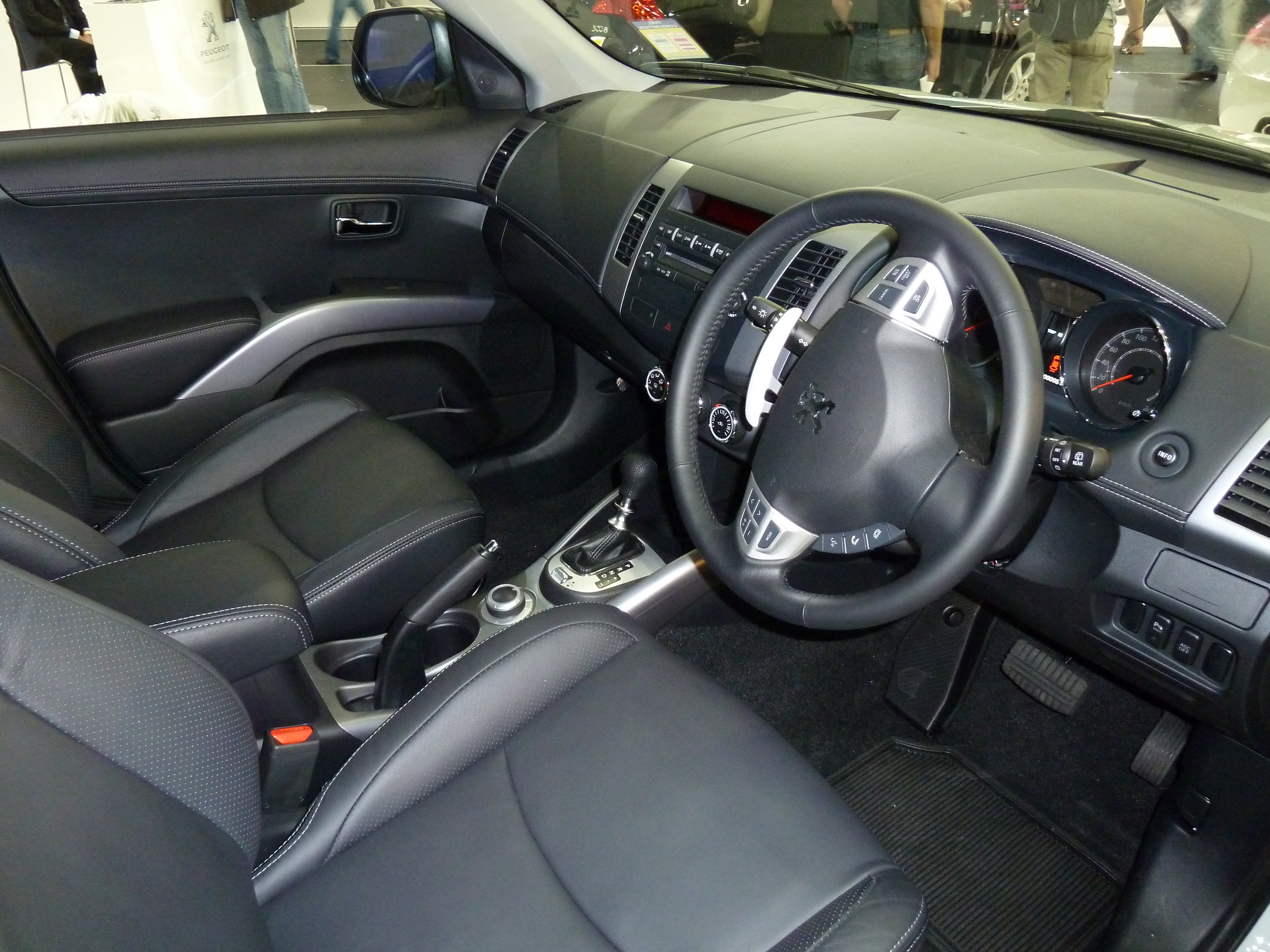

Peugeot 4007 — компактний кросовер-позашляховик французького автовиробника Peugeot, який виготовлявся з 2007 по 2013 рік і був розроблений на основі Mitsubishi Outlander другого покоління, на розтягнутій платформі GS, яку компанія Mitsubishi розробила спільно з концерном DaimlerChrysler. Автомобіль комплектувався бензиновим двигуном 2,4 л потужністю 170 к.с. та турбодизелем 2,2 л HDi потужністю 155 к.с. виробництва Peugeot.
Шасі Peugeot 4007 включає в себе незалежну підвіску (McPherson спереду і багатоважільну ззаду), кермове управління з гідросистемою, дискові гальма всіх коліс (передні вентильовані) і система повного приводу (окремі модифікації) з електронним управлінням, що дозволяє з допомогою перемикача вибирати режим в залежності від дорожніх і погодних умов: економічний передній привід 2WD, постійний повний привід 4WD, повний привід з блокуванням диференціалу 4WD Lock для складних умов.
Для Peugeot 4007 доступні три види базової комплектації — Access, Active і Allure. Стандартна комплектація залежить від модифікації автомобіля і може включати: литі диски, передні і задні електропривідні вікна, клімат-контроль, датчик тиску в шинах, круїз-контроль, MP3 і CD плеєр, ABS і EBD. Дорожчі версії автомобіля, також, включають: великі легкосплавні диски, передні сидіння з підігрівом, шкіряну оббивку і парктронік. Як додаткова комплектація виступають: Bluetooth, задній парктронік, колір кузова «металік», тканинна оббивка сидінь, сидіння з підігрівом, електропривідне водійське сидіння і паркувальні датчики.

## Двигуни
| Модель      | Циліндри   | Об'єм      | Потужність                       | Крутний момент        | Vмакс      | Розгін, 0–100 км/год | Привід     | Роки випуску    |
| Бензиновий  | Бензиновий | Бензиновий | Бензиновий                       | Бензиновий            | Бензиновий | Бензиновий           | Бензиновий | Бензиновий      |
| ----------- | ---------- | ---------- | -------------------------------- | --------------------- | ---------- | -------------------- | ---------- | --------------- |
| 2.4         | 4          | 2360 см³   | 125 kW (170 к.с.) при 6000 об/хв | 232 Нм при 4100 об/хв | 190 км/год | 9,6 с                | 4WD        | 09/2007–04/2010 |
| Дизельний   |            |            |                                  |                       |            |                      |            |                 |
| 2.2 HDi FAP | 4          | 2179 см³   | 115 kW (156 к.с.) при 4000 об/хв | 380 Нм при 2000 об/хв | 200 км/год | 9,9 с                | 4WD        | 09/2007–03/2012 |